# Râul Ohaba, Strei
Râul Ohaba este un curs de apă, afluent al râului Strei. Râul izvorăște de sub Muntele Chicera Izvorului. Râul curge spre sud-vest până intră într-un ponor în vecinătatea Muntelui Plopi. Râul reapare la suprafață în Peștera Șura Mare, în apropiere de localitatea Ohaba-Ponor, fiind numit de localnici Râul Lunca Ponorului, varsându-se în râul Strei în vecinătatea localității Ponor

## Hărți
- Harta județului Hunedoara
- Harta Munții Șureanu  Arhivat în 11 mai 2012, la Wayback Machine.
- Harta Munților Retezat  Arhivat în 10 iulie 2012, la Wayback Machine.